# 月刊コミックラッシュ
『月刊コミックラッシュ』（げっかんコミックラッシュ、COMIC RUSH）は、日本の出版社・ジャイブが2004年1月から2011年1月まで発行していた月刊漫画雑誌。2011年3月号をもって紙媒体での発行を終了し、2011年4月号から2014年4月号まで同名のウェブコミック配信サイトおよびスマートフォン向け電子出版の形で発行された。

## 概要
2004年1月26日、タカラ（当時、現在のタカラトミー）系列の出版社として設立されたジャイブより創刊。掲載作の単行本はCR COMICSとして毎月7日に発売される。2004年から2006年にかけて起こった、「漫画雑誌創刊ラッシュ」の一番手だった。
紙媒体の雑誌としての発行は2011年1月26日発売の3月号を以て終了し、同年3月1日（4月号）より有料のウェブコミック配信サイト・電子書籍での発行へ全面移行した。ウェブコミック・電子書籍版の価格は450円、対応OS・端末はWindows（Adobe Flashの最新バージョンをインストール）およびMacintosh（同上）、iPhone/iPad/iPod touch（iOS 3.2以降）、Android（2.1以降）搭載スマートフォンとなっている。なお、既存の漫画雑誌が紙媒体から有料のウェブコミック配信サイト・電子書籍へ完全に移行する事例は、日本では本誌が最初とされる。無料配信の場合は当誌以前に、『月刊少年ブラッド』を継承したフレックスコミックスの『FlexComixブラッド』やメディアファクトリーの『コミック三国志マガジン』（現『コミックヒストリア』）など複数の事例が存在する。

### 誌面の特徴
創刊当初はメディアミックス作品に力を入れており、アニメやゲームからの漫画化作品が誌面に占める割合が大きかった。『ギャラクシーエンジェル』などの当時、タカラグループだったブロッコリーの作品や『ラグナロクオンライン』などのタカラ提携先であるガンホー・オンライン・エンターテイメントの作品を始めとする、キャラクターコンテンツを元にした連載が行われていた。
発行元のジャイブが2006年4月にタカラトミーからポプラ社の傘下となって以降、紙質の向上やポプラ社の『プレコミックブンブン』と共に『くわがたツマミ』（原案：ラレコ）を連載するなどの変化が見られる。一時期、減少傾向にあったメディアミックス作品の掲載は2009年頃より再び増加傾向にあり、創刊号から連載されている筧秀隆『となグラ!』が2006年にアニメ化したのを皮切りに本誌オリジナル連載のメディアミックスにも力を入れている。
この他、創刊当初より『はっぴぃセブン』『世界征服物語』などの集英社・スーパーダッシュ文庫刊のライトノベル作品を原作とする漫画が多かったが、集英社が『ジャンプスクエア』を創刊した2007年11月前後より掲載されなくなった。なお、ジャイブと集英社に資本関係は無い。
少年誌のため、掲載作品には原則として漢字にルビが振られている。ただし、例外として増刊『栗本薫 THE COMIC』から本誌に移籍し、2010年6月号まで連載された『グイン・サーガ』のみ本誌掲載時・単行本のいずれもルビが振られていなかった。
2006年8月号から2009年4月号まで「ラッシュキャラクターセレクション」としてオリジナルイラストの下敷きが付録になっていた。2009年5月号から2011年1月号までは、後継企画「ラッシュカレンダーコレクション」としてカレンダー付きの両面カラーピンナップを綴じ込み付録にしていた。
2012年7月号以降、連載が『ゴッドバード 第2部』と『ヘタレ姉。』の2作品のみになり、2014年3月1日発売2014年4月号で看板作品であった『ゴッドバード』が完結、同時に2014年3月31日で休載となっていた他作品は再開するなく全てのサービスが終了となった。終了後の会員ポイントの返金は行われず、当該作品の配信についてはeBookJapanで継続される。

## 連載作品
2020年12月号現在。
雑誌オリジナル
- おざなりダンジョンTactics（こやま基夫）
- 電鬼ノ花嫁（高谷正弘）
- DOLLMASTER（藤岡建機）
- ブラフマンOVERBOOST（貴島煉瓦、Produced by PLANET）
- ○○デレ（井上よしひさ）

メディアミックス
- 悪ノ召使（原案：mothy_悪ノP 特別協力：クリプトン・フューチャー・メディア 作画：猫山宮緒）
- こぴはん -沙弥と沙遊の大作戦-（原作：百天神社振興会 協力：酔月工房 作画：KEI）
- ゴッドバード（原案：東北新社・東映 作画：長谷川裕一）

### 連載終了作品
雑誌オリジナル
- あくまでモテる×××（津々巳あや）※作者ブログによると、休載となっているが実質連載終了とのこと
- I.B.S.S. Ice Blue Silver Sky（五十嵐浩一）
- ウェンディ・ペイン（森見明日）
- おじいちゃんは少年探偵（井上よしひさ）
- おとぎのシソン（春夏アキト）
- お義姉さんと僕。（鬼ノ仁）
- オレンジでりばりぃ（原作：ボヘミアンK 作画：宗我部としのり）
- カニミソ（大熊良）
- ガーディアン・ドッグ（原作：白川晶 作画：フカキショウコ）
- 学園革命伝ミツルギ（原作：河田雄志 作画：行徒） → ヤングガンガン（スクウェア・エニックス）へ移籍
- 学園チェックメイト（原作：ダイナミックプロ・K 作画：ふしみゆうり）
- カプレカ -Kaprekar Number 1.-（原作：松本真 作画：ネツマイカ）
- 銀色のシィナ（原作：CARNELIAN 作画：明治キメラ） ※休載のまま打ち切り
- キングアビス（なかむらたかし）
- クロウズヤード（原作：エッジワークス 作画：前田英紀）
- cocoaの結婚 インターネット・マリッジ（森見明日）
- サイレントブレイド（キャラクター原案：天野喜孝 作画：蕗野冬）
- 桜の猫姫（原作：秋タカシ 作画：鯱猫）
- しなこいっ（原作：黒神遊夜 作画：神崎かるな） → 月刊少年エース（角川書店）へ移籍
- 新新宿駅企画課 あるぷすひろば（原作：水越保 作画：たかはしまもる）
- 人造人間カティサーク（緒方てい）
- 新約 オオカミが来る!（納都花丸）
- そらのカナタの!（小野敏洋）
- たのしい新選組（渡辺電機(株)）
- D×H（竹林月）
- 魂☆姫（剣康之）→ファミ通コミッククリアへ移籍
- 東京バトル（原作：成田洋 作画：MEE）
- となグラ!（筧秀隆）
- トリニティ×ヴィーナス（原作：是空とおる 作画：合鴨ひろゆき）
- なおざりダンジョン（こやま基夫）
- Nui!（迎夏生）
- Howling（井戸端海二）
- 箱入りデビルプリンセス（原作：松本真 作画：ネツマイカ）
- ハナコ@ラバトリー（原作：施川ユウキ 作画：秋★枝）
- ぱらどっぐ!（原作：根本新 作画：COM）
- 昼の月 夜の虹（かんの糖子）
- 部室のドワーフちゃん（仏さんじょ）
- 舞闘伝 火華流 封魔の継承者（沢田一）
- ブラッシュ☆UP（箱田コハ）
- フル・コン（原作：北浜かぶと 作画：みなづき忍）
- ふんじゃかじゃんmiracle（天広直人）
- ヘタレ姉。（春夏アキト）
- 北斗ちゃんの七つ星（原作：北側寒囲 作画：ネツマイカ）
- 魔法少女チキチキ（小池定路）※『Colorful PUREGIRL』（ビブロス）より移籍
- みみミミック♥（刻田門大）
- 無敵せんせい（ザンクロー）
- モントリヒト -月の翼-（原作：和智正喜 作画：橘由宇）
- ラーメンの鳥 パコちゃん（天蓬元帥）
- ラーメン・ラーメン（渡瀬のぞみ）
- ルテナン・スカーレット（原作：月村了衛 作画：高雄右京）
- 流狼の旅（啄木鳥しんき）
- レイスイーパーCROSS（垣野内成美） ※『月刊少年ファング』（リイド社）より移籍

メディアミックス
- アオイシロ -花影抄-（原作：麓川智之/サクセス 作画：片瀬優）
- かおすへっどH（ひーたっぷ）（みづきたけひと 原案：ニトロプラス・5pb.）
- 学園はっぴぃセブン・元祖はっぴぃセブン（原作：川崎ヒロユキ 作画：COM）
- キャシャーン Sins（原作：タツノコプロ 作画：竹井正樹）
- ギャラクシーエンジェル2nd（原作：ブロッコリー 作画・キャラクター原案：かなん）※『コミデジ』へ移行
- グイン・サーガ（原作：栗本薫 作画：沢田一） ※『栗本薫 THE COMIC』より移籍
- CLANNAD -クラナド- オフィシャルコミック（原作：Key 作画：みさき樹里）
- くわがたツマミ（原案：ラレコ 作画：あさりよしとお）
- コヨーテ ラグタイムショー（原作：ufotable 作画：たあたんちぇっく 漫画デザイン：外崎春雄）
- 蜃気楼帝国（原作：広井王子 作画：杉浦た美+城としあき）
- スペランカー アンソロジーコミック（雑君保プ・他）
- 声優劇場 パプリオーン! みずはらさん（今野隼史 監修：水原薫）
- 世界征服物語（原作：神代明 作画：緋賀ゆかり）
- 卒業 Next Graduation（原作：ワンダーファーム キャラクター原案：倉嶋丈康 作画：篠原花那）
- DIGITAL DEVIL SAGA アバタール・チューナー 深淵の魔塔（原作：株式会社アトラス 作画：やまさきもへじ）
- てんたまTwinkle（原作：KID「てんたま2wins」 ストーリー：秋タカシ 作画：鯱猫）
- ドリームクラブ Destiny（原作：ディースリー・パブリッシャー 作画：888）
- ドリームクラブ おぶり〜く（原作：ディースリー・パブリッシャー 作画：星崎ひかる）
- ナムコ・トリビュート アンソロジー（月替わり）
- 熱風海陸ブシロード The Rising（原作：武士団 ストーリー：実弥島巧 作画：藤真拓哉）
- 練馬大根ブラザーズ（原作：アニプレックス、スタジオ雲雀 漫画：近藤高光、スタジオ雲雀）
- のえる☆evolution （原作：ブロッコリー・中井まれかつ 漫画：羽々キロ&翔音あや）
- BUSIN 0 〜Wizardry Alternative NEO〜 闇に生きる魔女の祝福（原作：株式会社アトラス 作画：鈴羅木かりん）
- Holy☆Hearts!（原作：神代明 作画：緋賀ゆかり）
- My Merry May Believe（水島空彦 原案：KID）
- 魔法の橋 アイテムゲッター（原案：5pb.「アイテムゲッター 〜僕らの科学と魔法の関係〜」 原作：神楽坂淳 作画：あらいずみるい） ※休載のまま打ち切り
- メーカー非公式 初音みっくす（原案：クリプトン・フューチャー・メディア 作画：KEI）
- モノクローム クレッシェンド（アザミユウコ 原案：KID）
- ラブゼロ（原作：ハドソン「R20★ 大人の萌えゲーム」 作画：E=MC²）

リメイク
- オカルト団D3（原作：永井豪 produced by ダイナミックプロダクション 漫画：御茶漬海苔）

シリーズ連載
- 劇闘!!花形夢一座（夢来鳥ねむ）
- 超神ネイガー（小川雅史 原案：海老名保・高橋大）
- 話の話（ふくやまけいこ）

読者コーナー掲載の4コマ
いずれもカット扱いのため、目次には記載されていない。
- ギジン課スカっしゅ!!（いベリコ&江草天仁）
- 手羽さき!（いベリコ&江草天仁）
- 赤毛の恐怖の大王アン（新居さとし）

## 映像化
| 作品      | 放送年 | アニメーション制作 | 備考 |
| --------- | ------ | ------------------ | ---- |
| となグラ! | 2006年 | 童夢               |      |

| 作品                          | 放送年 | アニメーション制作 | 備考                           |
| ----------------------------- | ------ | ------------------ | ------------------------------ |
| こぴはん -沙弥と沙遊の大作戦- | 2011年 | GONZO              | 漫画先行のメディアミックス作品 |

## 増刊
- コミック デ・ジ・キャラット → コミデジ（ブロッコリー編集。角川書店『季刊デ・ジ・キャラット』の後継誌。コミデジを経てフレックスコミックス発行・ソフトバンククリエイティブ発売の『コミデジ+』に移行し、2008年休刊）
- 栗本薫 THE COMIC（栗本薫原作の漫画化作品特集）
- ハレンチ学園+あばしり一家（永井豪特集。2004年に2冊刊行）
- デビルマン×キューティーハニー（『ハレンチ学園+あばしり一家』の後継誌。7冊刊行）
- ラグナロクオンライン特集号（2005年に2冊刊行）
- CAST-PRIX PREMIUM（特撮作品に出演している俳優の情報誌。編集体制入れ替えを経て2008年に『caspa!』へ移行）

## 雑記
- 2005年10月号には武田ゆういちの読み切り『地球防衛課 栞ちゃん』が掲載予定だったが、作者が急逝したため掲載できなかったとの編集部名義の訃報が10月号の目次ページに掲載された。
- 「ラッシュキャラクターセレクション」のオリジナルイラスト下敷き第1弾は、堀部秀郎だった。雑誌発売直前の2006年6月17日に急性心不全で死去していたことが同年7月に判明したため、この下敷きが事実上の遺作となった。